# Niyazi
Niyazi Hajibeyov (en azerí: Niyazi Zülfiqar oğlu Hacıbəyov)  fue  un prominente director de orquesta y compositor del mugam sinfónico  - "Rast".

## Vida

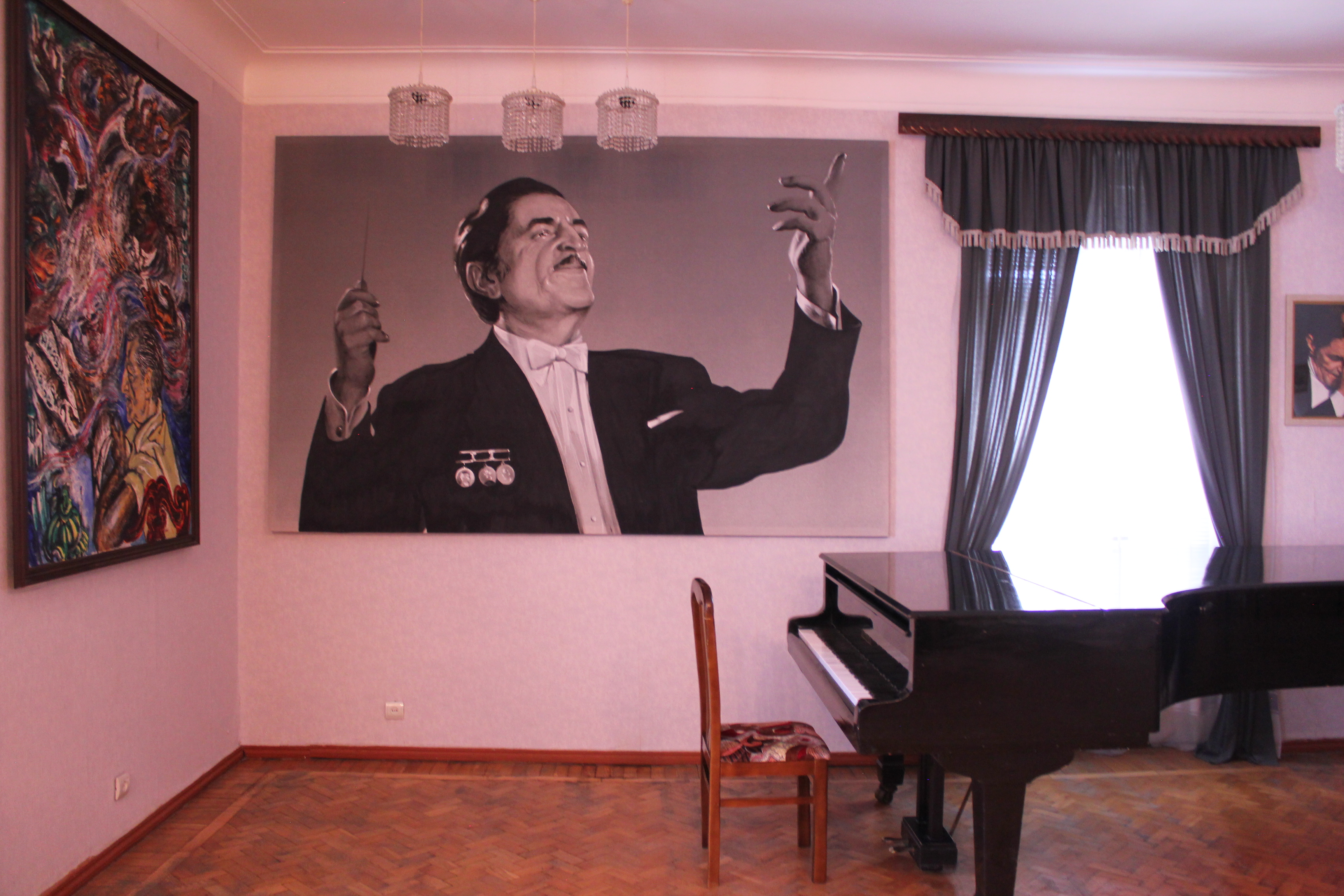

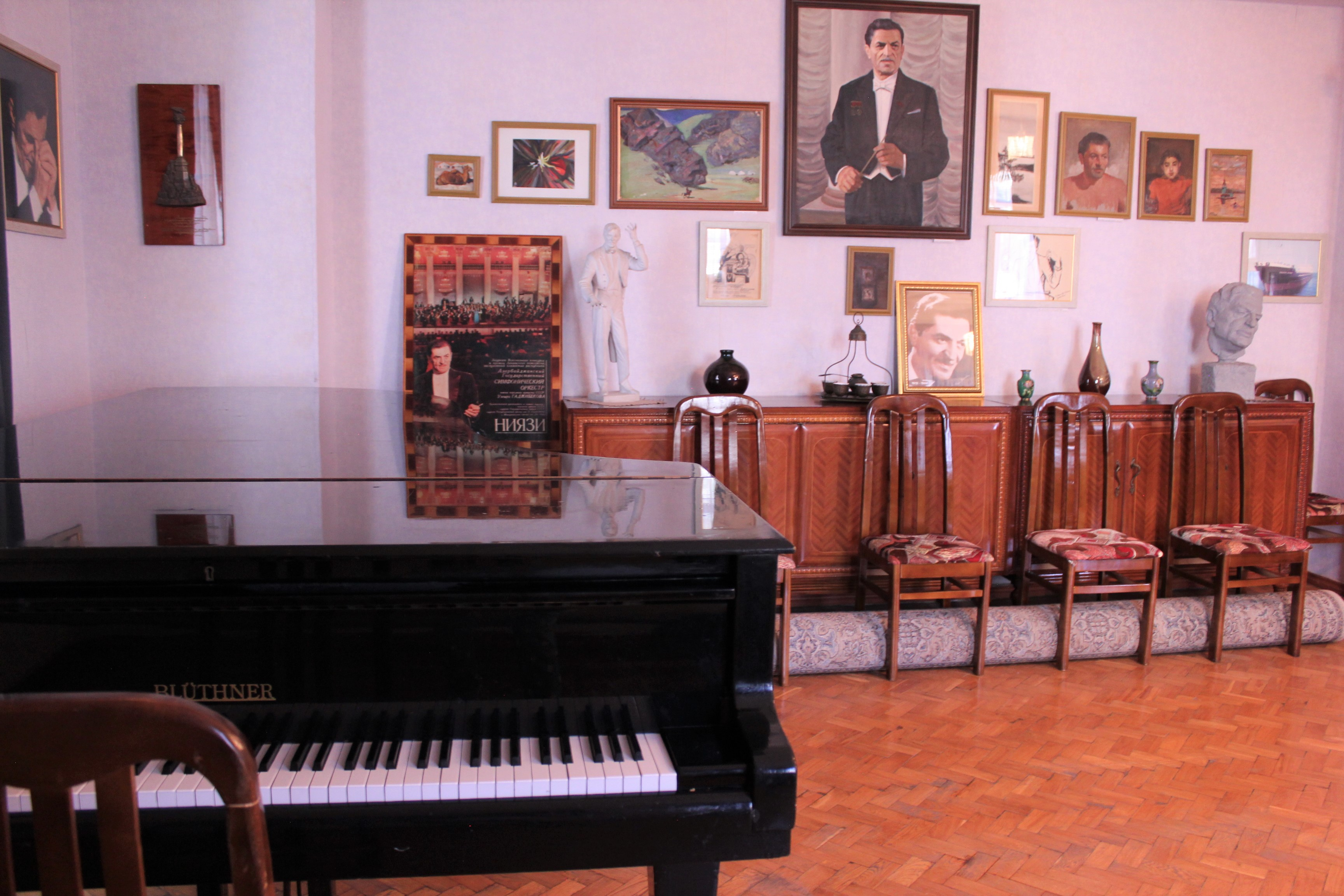

Niyazi nació el 20 de agosto de 1912 en Tiflis en una familia prominente de músicos de Şuşa. Su padre fue el compositor, Zulfugar Hajibeyov. Es el sobrino de Uzeyir Hajibeyov, el fundador de la música clásica de Azerbaiyán. Niyazi estudió en la Escuela de Música en Moscú en 1925-1926 y en la Escuela Técnica Musical Central en Leningrad (ahora San Petersburgo) en 1929-1930. Regresó a Bakú en 1931.
Niyazi dirigió muchas de las orquestas sinfónicas importantes en Praga, Berlín, Budapest, Nueva York, París, Estambul, Londres, Teherán, Pekín y Ulan-Bator.
Niyazi también fue un compositor talentoso. Las obras más importantes de Niyazi fue la ópera "Cosroes y Shirin" (1942) y el ballet "Chitra" (1960). Su mugam sinfónico - "Rast" logró una destacable popularidad en todo el mundo.
Niyazi fue el director de orquesta y director de música de la Orquesta de Sinfonía Estatal de Azerbaiyán durante 46 años, de 1938 a su muerte. Murió el 2 de agosto de 1984.
El 18 de septiembre de 1994 fue establecido la casa museo de Niyazi. La estatua de Niyazi fue inaugurada en 2007.

## Premios y títulos
- Artista de Honor de la RSS de Azerbaiyán (1940)
- Premio Stalin del Estado[3] (1951, 1952)
- Artista del pueblo de la RSS de Azerbaiyán (1955)

- Artista del pueblo de la URSS (artes escénicas) (1959)

- Héroe del Trabajo Socialista (1982)

- Orden de Lenin (1976, 1982)

- Orden de la Revolución de Octubre (1971)

- Orden de la Insignia de Honor (1938)

- Orden de la Bandera Roja del Trabajo (1967)

- Premio Nehru (1974)